# Christian Fassnacht
Christian Fassnacht (sinh ngày 11 tháng 11 năm 1993) là một cầu thủ bóng đá người Thụy Sĩ thi đấu cho Young Boys.
Anh là một phần của đội hình Young Boys giành chức vô địch tại Giải bóng đá vô địch quốc gia Thụy Sĩ 2017-18, danh hiệu đầu tiên sau 32 năm.

### Bàn thắng quốc tế
Bàn thắng và kết quả của Thụy Sĩ được để trước.
| # | Ngày                 | Địa điểm                         | Đối thủ       | Bàn thắng | Kết quả | Giải đấu                 |
| - | -------------------- | -------------------------------- | ------------- | --------- | ------- | ------------------------ |
| 1 | 16 tháng 11 năm 2019 | Sân vận động Victoria, Gibraltar | Gibraltar     | 3–0       | 6–1     | Vòng loại Euro 2020      |
| 2 | 3 tháng 6 năm 2021   | Kybunpark, St. Gallen, Thụy Sĩ   | Liechtenstein | 2–0       | 6–1     | Giao hữu                 |
| 3 | 3 tháng 6 năm 2021   | Kybunpark, St. Gallen, Thụy Sĩ   | Liechtenstein | 4–0       | 6–1     | Giao hữu                 |
| 4 | 9 tháng 10 năm 2021  | Stade de Genève, Geneva, Thụy Sĩ | Bắc Ireland   | 2–0       | 2–0     | Vòng loại World Cup 2022 |

## Danh hiệu
Young Boys
- Giải bóng đá vô địch quốc gia Thụy Sĩ: 2017-18